# Унцешть (Румунія)
Унцешть, Унцешті (рум. Unțești) — село у повіті Васлуй в Румунії. Входить до складу комуни Богденешть.
Село розташоване на відстані 252 км на північний схід від Бухареста, 26 км на південь від Васлуя, 85 км на південь від Ясс, 110 км на північ від Галаца.

## Населення
За даними перепису населення 2002 року у селі проживали 947 осіб, усі — румуни. Усі жителі села рідною мовою назвали румунську.